# 等级线性模型
等级线性模型（Hierarchical Linear Model、简称 ，也被称为mixed-effect model，random-effect models，nested data models或者multilevel linear models）是一种复杂的统计模型。在计量经济学文献中也常常被称为Random-coefficient regression models(Rosenberg, 1973; Longford, 1993)。在某些统计学文献种也被称为Covariance components models(Dempster, Rubin, & Tsutakawa, 1981; Longford, 1987)。现在广泛被使用的名称Hierarchical Linear Model最早出现于1972年Lindley and Smith的论文以及1973年Smith的论文。
多层次模型特别适用于参与者的数据被组织在一个以上层次的研究设计（例如嵌套数据）。该模型的分析单位通常是在较低层次上的个人，他们被嵌套在较高层次上的背景或综合单位中。尽管在多层次模型中，最低等级的单位通常是个人，但对个人的重复测量也会出现。因此，多层次模型为重复测量的单变量或多变量分析提供了另一种分析模式，在这种模式下，个人单位在成长曲线中的变化也可以被测量。尽管二层次模型是最常见的，多层次模型也可以用于具有多个层次的数据。
HLM的大量使用出现于80年代后期，一直至今。最典型的应用在于美国的教育研究领域。因为教育数据被认为具有最典型的层次结构（Nested Structure），通常是学生置身于教室，教室置身于学校（students nested in classrooms, or classrooms nested in schools, etc）。这种数据结构导致了经典回归分析的独立性假设遭到违反。

## 软件
许多流行的统计软件包都可以进行HLM的分析。最常用的包括同名软件HLM（Raudenbush et al.,2000），MIXOR （Hedeker & Gibbons, 1996),MLWIN (Rasbash et al., 2000), SAS Proc Mixed (Little et al., 1996) VARCL (Longford, 1988). 贝叶斯方法在90年代由Gelfand et al.以及Mike Seltzer发展起来，现在可以在BUGS ( Spiegelhalter et al., 1994）下实现

## 延伸閱讀
- Gelman, A.; Hill, J. . New York: Cambridge University Press. 2007: 235–299. ISBN 978-0-521-68689-1.
- Goldstein, H.  4th. London: Wiley. 2011. ISBN 978-0-470-74865-7.
- Hedeker, D.; Gibbons, R. D.  2nd. New York: Wiley. 2012. ISBN 978-0-470-88918-3.
- Hox, J. J.  2nd. New York: Routledge. 2010. ISBN 978-1-84872-845-5.
- Raudenbush, S. W.; Bryk, A. S.  2nd. Thousand Oaks, CA: Sage. 2002.  This concentrates on education.
- Snijders, T. A. B.; Bosker, R. J.  2nd. London: Sage. 2011.
- Verbeke, G.; Mollenberghs, G. . Springer. 2013. Includes SAS code

## 外部連結
- Centre for Multilevel Modelling （页面存档备份，存于）
- Tom Snijders' Multilevel Analysis Page